# Noémi Pupp
Noémi Pupp (Dunaújváros, 28 de julio de 1998) es una deportista húngara que compite en piragüismo en la modalidad de aguas tranquilas.
Participó en los Juegos Olímpicos de París 2024, obteniendo dos medallas de bronce, en las pruebas de K2 500 m y K4 500 m. Ganó cinco medallas en el Campeonato Europeo de Piragüismo entre los años 2018 y 2025.

## Palmarés internacional
| Juegos Olímpicos   | Juegos Olímpicos         | Juegos Olímpicos  | Juegos Olímpicos |
| Año                | Lugar                    | Medalla           | Competición      |
| ------------------ | ------------------------ | ----------------- | ---------------- |
| 2024               | París (Francia)          | Medalla de bronce | K2 500 m         |
| 2024               | París (Francia)          | Medalla de bronce | K4 500 m         |
| Campeonato Europeo |                          |                   |                  |
| Año                | Lugar                    | Medalla           | Competición      |
| 2018               | Belgrado (Serbia)        | Medalla de bronce | K2 1000 m        |
| 2022               | Múnich (Alemania)        | Medalla de oro    | K1 1000 m        |
| 2024               | Szeged (Hungría)         | Medalla de oro    | K2 1000 m        |
| 2024               | Szeged (Hungría)         | Medalla de oro    | K4 500 m         |
| 2025               | Račice (República Checa) | Medalla de oro    | K4 500 m         |